# Angostura (Venezuela)
Angostura (até junho de 2009 conhecido como Raúl Leoni) é um município da Venezuela localizado no estado de Bolívar.
A capital do município é a cidade de Ciudad Piar.